# Jules Devaux

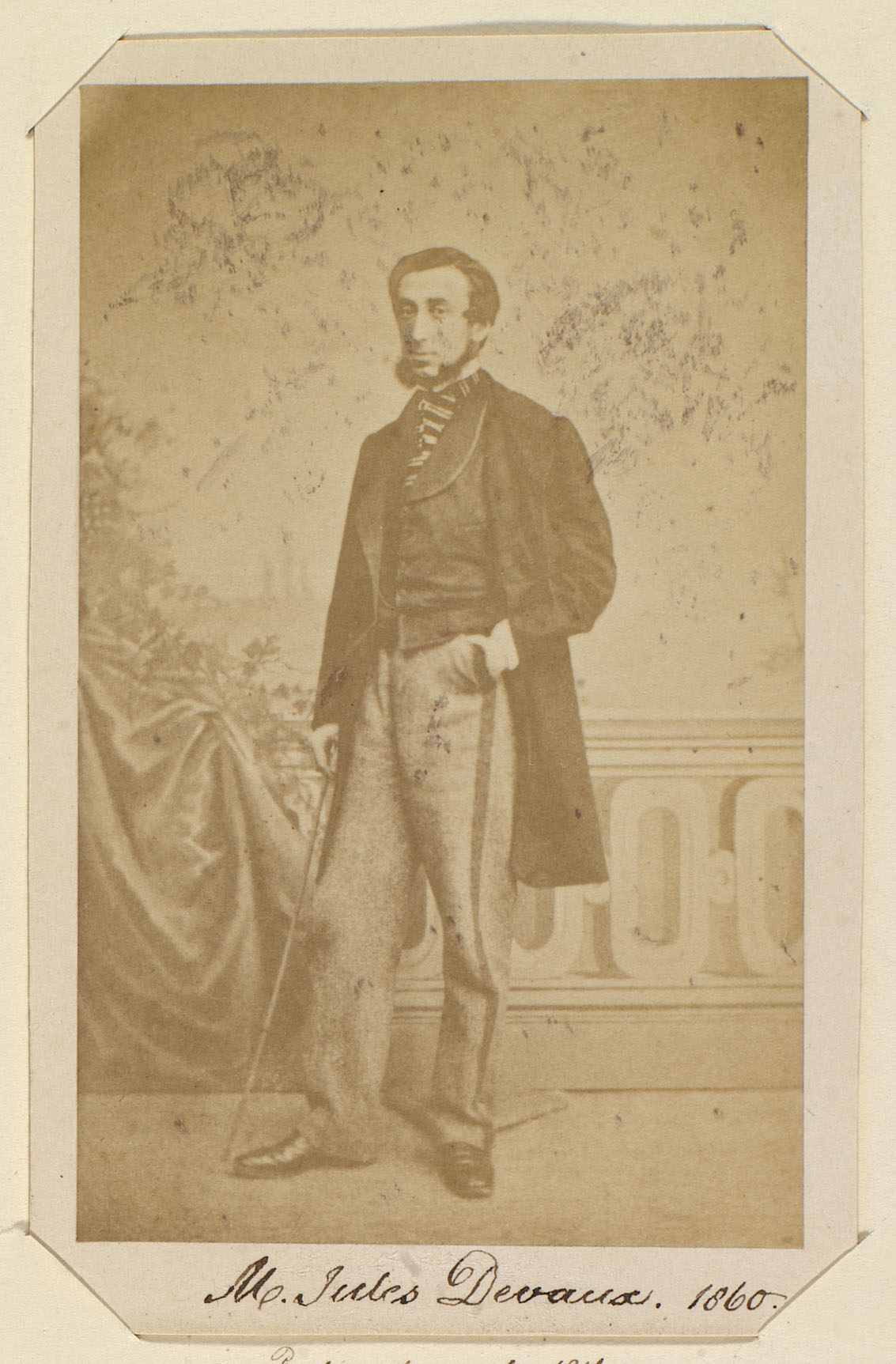
Jules Devaux in 1860.

Jules Devaux (Brugge, 1 mei 1828 - Axenstein in Zwitserland, 7 juni 1886), was een Belgisch diplomaat en naaste medewerker van koning Leopold II

## Familie
Devaux werd geboren in een intellectuele Brugse familie.
Zijn vader was de staatsman Paul Devaux, zelf zoon van Jacques Devaux (1764-1807), die in de Franse tijd, als lid van de Raad van Vijfhonderd (Conseil des 500) aan een beloftevolle en te vroeg afgebroken carrière was begonnen.
Zijn moeder, Anne-Marie Van Praet (°1804) was de dochter van Augustin Van Praet (1770-1831), rechtbankgriffier, actieve promotor van het rijksonderwijs in Brugge en zelf zoon van de boekhandelaar, uitgever en publicist Joseph Van Praet. De conservator van de Bibliothèque nationale in Parijs, Joseph-Basile Van Praet was zijn grootoom en Jules Van Praet zijn oom en peter.
Hij woonde het grootste deel van zijn leven in bij zijn vader, langs de Waterloolaan in Brussel en bleef ongehuwd.

## Loopbaan
Devaux behaalde een diploma van kandidaat in de wijsbegeerte en letteren en slaagde in 1852 in het diplomatiek examen.
In 1853 kwam hij in dienst op de politieke directie van het Ministerie van Buitenlandse zaken.
Hij doorliep een volledige loopbaan als diplomaat, en kreeg regelmatig bevordering, tot hij in 1872 de graad van gevolmachtigd minister bereikte. Hij bleef echter steeds in Brussel werken zonder ooit een diplomatieke post in het buitenland te bekleden.

## Kabinet van de koning
In 1858 verliet Devaux het ministerie en werd op 1 oktober secretaris van de jonge koning Leopold II. Hij werkte voortaan onder de leiding van de kabinetschef, die zijn oom Jules Van Praet was. Naast deze familieband, werd Devaux ook gewild omwille van zijn talenkennis, zijn gezond verstand en zijn grote werkkracht. Oom, neef en vriend Edward Conway vormden samen het 'Brugse Trio' op het kabinet van de koning.
In 1866 volgde hij zijn oom op als kabinetschef. Deze bleef echter, als Ministre de la Maison du Roi, actief bij de koninklijke politiek betrokken. Als kabinetschef onderhield Jules de contacten met de leden van de regering, voor wie hij als tussenpersoon met de koning optrad. Hij was ook als een van de eersten bij de Congo-onderneming van Leopold II betrokken.
Ook al bleef hij trouw de koning dienen, toonde de later van hem bekend geworden briefwisseling aan dat Devaux sterke eigen opinies had, die hij niet naliet aan de koning mee te delen. Dit was vooral het geval wat betreft de koloniale plannen van de vorst.
In nagelaten briefwisseling komt Devaux naar voor als een scepticus, zo niet een tegenstander van de koloniale aspiraties van zijn vorst. Hij dwarsboomde de pogingen van de koning voor het verwerven van macht in Nieuw-Guinea. Hij verheugde er zich over dat de velleïteiten om voet aan de grond te zetten in het Verre-Oosten tot niets leidden. De uitnodigingen voor de grote Afrikaconferentie van geografen in 1876 in Brussel verstuurde hij met tegenzin en hij sprak hierover als over 'het speeltje' van de jonge koning. Hij werd door de koning buiten de voorbereidingen tot de Conferentie van Berlijn gehouden, die hiervoor vertrouwde op Émile Banning en enkele andere getrouwen.
In 1884 werd Devaux door hartproblemen overmand. Rustkuren in Engeland en Zwitserland mochten niet baten en hij overleed in dit laatste land. Hij kreeg grote waardering van allen die hem gekend hadden. Leopold II en koningin Marie-Hendrika gingen aan Jules Van Praet persoonlijk hun deelneming betuigen.